# Hedera helix
A planta Hedera helix é uma trepadeira sarmentosa, pertence à família das araliáceas. Hedera é um pequeno gênero distribuído pela Europa até o leste da Ásia; Hedera helix é encontrada da Europa até o sudoeste da Ásia. É perene, semilenhosa, e que pode atingir até 20 metros de altura em superfícies adequadas. A planta pode viver em ambientes antropogênicos, arbustivos, em bordas de florestas e jardins.
A Hedera helix é da Família Araliaceae, da subfamília Melina e do gênero Hedera. Com nomes populares: hera, aradeira, hedra, hera-dos-muros, hera-inglesa, hera-trepadeira, hera-verdadeira, entre outros nomes de diversos locais e culturais.

## Morfologia e Anatomia (descrição)
Por ser uma trepadeira, na presença de superfícies favorecedoras não reflexivas e com pH neutro, como algumas árvores e muros, a planta pode chegar até a 30 metros de altura devido a suas raízes aéreas que são muito eficazes em agarrar ao substrato. Além disso, superfícies escuras e rugosas são desejáveis para o crescimento ideal do vegetal. As folhas da planta são simples, alternadas de venação palmatinérvea e possuem pecíolo.
O vegetal passa em sua ontogênese de uma planta juvenil rasteira sem florescência, para uma fase adulta onde ela se torna ereta e reprodutiva. Além disso, várias características são modificadas, como a capacidade de emissão de raízes adventícias e também brotações, aumentando ainda seu teor de antocianinas e alterando ainda a disposição de folhas nos eixos.
Apesar de se beneficiar das superfícies em que elas se apoiam, esse substrato pode ser danificado: pequenas árvores caem com o peso da planta, limitando também a fotossíntese dessas árvores, e podem se desenvolver de forma a não permitir o crescimento de outras plantas no local, destruindo assim o habitat para alguns animais que precisam dessas plantas. Nos muros, ela pode esconder problemas estruturais, danificar tijolos e também acumular pragas.

## Metabolismo e Fisiologia vegetal
Sobre o metabolismo da planta, estudos prévios indicam que Hedera helix possui três tipos de saponinas em seu extrato: hederagenina; um triterpeno que até então não se sabe se e qual atividade possui, e hederacosídeo C; que junto a esterases forma alfa-hederagenina, e beta-hederagenina que atua nos receptores beta-2 adrenérgicos e por isso tem função expectorante. Essas saponinas constituem cerca de 2,5% até 6% da planta.
Além disso, indicam também a presença de falcarinol; um pesticida natural e álcool graxo, rutina, Kaempferol, isoquercitrina e astragalina, todos esses flavonóides com função antioxidantes,  ácido cafeico; derivado de fenol com função anti-inflamatória; a emetina; um alcalóide que pode ser usado para induzir o vômito, ácido clorogênico; que ajuda no controle do colesterol e, por fim, o flavonoide nicotiflorina. No entanto, apenas três deles foram detectados em porcentagem maior que 1,5% na planta: hederacosídeo C, ácido clorogênico,e a rutina. 
Ademais, a planta é conhecida por atrair a fauna: cerca de 70 espécies de nectarívoros e as sementes são consumidas por diversas aves.

## Sinónimos
- Hedera arborea Garsault [inválido]
- Hedera arborea Carrière [ilegítimo]
- Hedera aurantiaca (Hibberd) Carrière
- Hedera baccifera G.Nicholson
- Hedera chrysophylla (Hibberd) Carrière
- Hedera combwoodiana Carrière
- Hedera communis Gray
- Hedera conglomerata (G.Nicholson) Carrière
- Hedera cordata Carrière
- Hedera cordifolia G.Nicholson
- Hedera digitata G.Nicholson
- Hedera diversifolia Stokes
- Hedera donerailensis K.Koch
- Hedera elegantissima G.Nicholson
- Hedera floribunda Sennen [ilegítimo]
- Hedera glimii G.Nicholson
- Hedera gracilis (Hibberd) Carrière
- Hedera grandifolia G.Nicholson
- Hedera humirepens Röhl.
- Hedera latifolia G.Nicholson [inválido]
- Hedera lobata Gilib. [inválido]
- Hedera marginata G.Nicholson
- Hedera minor G.Nicholson
- Hedera palmata (Paul) Carrière
- Hedera pennsylvanica G.Nicholson
- Hedera poetica Salisb. [ilegítimo]
- Hedera purpurea Carrière
- Hedera willsiana G.Nicholson

## Uso medicinal
Extratos de hera fazem parte de medicamentos atuais para a tosse. No passado, as folhas e os frutos eram tomados oralmente como expectorante para tratar tosse e bronquite. Em 1597, o fitoterapeuta britânico John Gerard recomendou água infundida com folhas de hera como uma lavagem para olhos doloridos ou lacrimejantes. As folhas podem causar dermatite de contato grave em algumas pessoas. É também provável que as pessoas que têm essa alergia (estritamente uma hipersensibilidade do tipo IV ) reajam às cenouras e outros membros das Apiaceae, pois contêm o mesmo alérgeno, o falcarinol.
O câncer colorretal é atualmente uma das principais causas de morbidade e morte por câncer no mundo. Por meio de testes e estudos foi observado que a Hederagenina, um derivado do ácido oleanólico isolado das folhas de hera (Hedera helix L.), demonstrou ter potencial atividade antitumoral. O estudo foi conduzido para avaliar se a hederagenina poderia induzir a apoptose de células LoVo de câncer de cólon humano e explorar o possível mecanismo. A molécula Hederagenina das folhas de hera (Hedera helix L.) induz a apoptose em células cancerígenas de cólon humano através da via mitocondrial.
A Hedera Helix também é conhecida no tratamento de sintomas de infeções respiratórias
Com base nas evidências identificadas, as preparações de Hedera helix e as preparações de complexos de ervas, incluindo H. helix, podem ser uma opção terapêutica para tratar os primeiros sintomas de infecções do trato respiratório. A melhor eficácia das preparações de H. helix foi comprovada para a tosse, como expectorante e para reduzir a frequência e a intensidade da tosse. Adultos e crianças toleram bem o H. helix. Atualmente, ainda não há evidências suficientes para recomendar o uso deste suplemento no tratamento ou prevenção do COVID-19,sendo necessário ainda pesquisas a respeito de sua aplicabilidade.
As evidências atuais sugerem que o H. helix pode melhorar a frequência e a intensidade da tosse associada à infecção respiratória viral. Estudos focados explicitamente na expectoração relataram um aumento na conversão de tosse seca para tosse produtiva e uma melhora na quantidade, consistência e cor da expectoração. Esses efeitos podem ser explicados pela redução da congestão orofaríngea e melhora dos marcadores inflamatórios (velocidade de hemossedimentação e proteína c-reativa). Também foi relatada uma diminuição na frequência de tosse noturna e dor respiratória, assim como melhora na qualidade do sono e redução dos distúrbios do sono relacionados à tosse.
Existem diversos medicamentos que usam compostos das folhas da Hedera helix.
As preparações de folhas de Hedera helix são comumente usadas no tratamento de condições respiratórias inflamatórias agudas, incluindo bronquite aguda de origem viral , e algumas condições respiratórias crônicas, incluindo asma brônquica e bronquite inflamatória crônica recidivante . Uma revisão sistemática de 2011 que investigou o uso de H.helix em infecções agudas do trato respiratório superior observou que as preparações de H. helix eram geralmente muito bem toleradas e seguras. Todos os estudos incluídos endossaram a eficácia do H. helix no tratamento de transtornos do sistema de assistência ventricular intravascular (IVAS), incluindo sintomas de tosse, expectoração, dispneia e falta de ar. No entanto, os autores também afirmaram a necessidade de mais ensaios clínicos randomizados para confirmar a eficácia do H. helix para o tratamento de IVAS agudas. Os constituintes ativos de H. helix incluem hederasaponina-C, hederacosídeo C, hederagenina e alfa-hederina.

Além da Hedera helix ser indicada para o tratamento de doenças broncopulmonares, as folhas de Hedera helix também têm ação expectorante, aliviando broncoespasmos e a produção de secreções, além de possuir propriedade analgésica, hidratante e cicatrizante. Outros compostos ainda foram identificados em estudos preliminares e indicavam substâncias encontradas em pequenas quantidades na planta com propriedades antioxidantes- Kaempferol, isoquercitrina e astragalina)- , propriedades que ajudam no controle do colesterol (ácido clorogênico), e propriedade anti-inflamatória (ácido cafeico).